# Aviamilano P.19
Die Aviamilano P.19 Scricciolo (Zaunkönig) war ein leichter zweisitziger Eindecker mit nebeneinanderliegenden Sitzen, der von Ermenegildo Preti nach den Anforderungen des „Aero Club d’Italia“ entworfen wurde. Hergestellt wurde das Flugzeug in den 1960er Jahren vom Unternehmen „Aviamilano Construzioni Aeronautiche“, das auf dem Flugplatz Bresso bei Mailand beheimatet war.

## Geschichte
Der Erstflug des Prototyps fand am 13. Dezember 1959 statt. Das Lufttüchtigkeitszeugnis wurde im April 1960 erteilt. Nach der Zulassung wurde das Flugzeug für die weitere Flugerprobung dem Aero Club in Mailand übergeben. Bis Mitte 1963 stelle Aviamilano die erste Serie von 25 Flugzeugen her. Sie besaßen einen Continental-O-200-A-Kolbenmotor mit 100 PS (75 kW), der einen Zweiblatt-Holzpropeller mit konstanter Drehzahl antrieb. Das Flugzeug hatte einen Rumpf aus geschweißtem Stahlrohr mit Stoffbespannung. Die Tragflächen waren eine Holzkonstruktion mit einer Vorderkante aus Kunststoff, die mit Glasfaser verstärkt war.

## Varianten
P.19Anfangsversion mit einem 100 PS Continental O-200-A-Triebwerk
P.19R1964 wurde eine Variante als Schleppflugzeug eingeführt. Sie war mit einem Lycoming O-320-A1A Motor mit 150 PS (112 kW) ausgerüstet, der entweder einen Festpropeller oder einen Propeller mit konstanter Drehzahl antrieb.
P.19tr1965 wurde der Prototyp der P.19tr fertiggestellt. Dieses Flugzeug hatte ein festes Bugradfahrwerk anstatt des normalen Spornradfahrwerks. Zahlreiche P.19 wurden mit dem neuen Fahrwerk zu P.19tr umgerüstet.

## Technische Daten
| Kenngröße             | Daten                                                |
| --------------------- | ---------------------------------------------------- |
| Länge                 | 7,03 m                                               |
| Spannweite            | 10,24 m                                              |
| Höhe                  | 2,02 m                                               |
| Flügelfläche          | 14 m²                                                |
| Flügelstreckung       | 7,5                                                  |
| Antrieb               | ein Continental O-200-A Kolbenmotor (75 kW / 100 PS) |
| Höchstgeschwindigkeit | 210 km/h in Meereshöhe                               |
| Reisegeschwindigkeit  | 185 km/h                                             |
| normale Reichweite    | 640 km                                               |
| Dienstgipfelhöhe      | 3100 m                                               |
| Leermasse             | 525 kg                                               |
| max. Startmasse       | 785 kg                                               |